# Othon Friesz
Othon Friesz (Le Havre, 6 febbraio 1879 – Parigi, 10 gennaio 1949) è stato un pittore francese, uno dei più importanti esponenti del fauvismo.

## Biografia

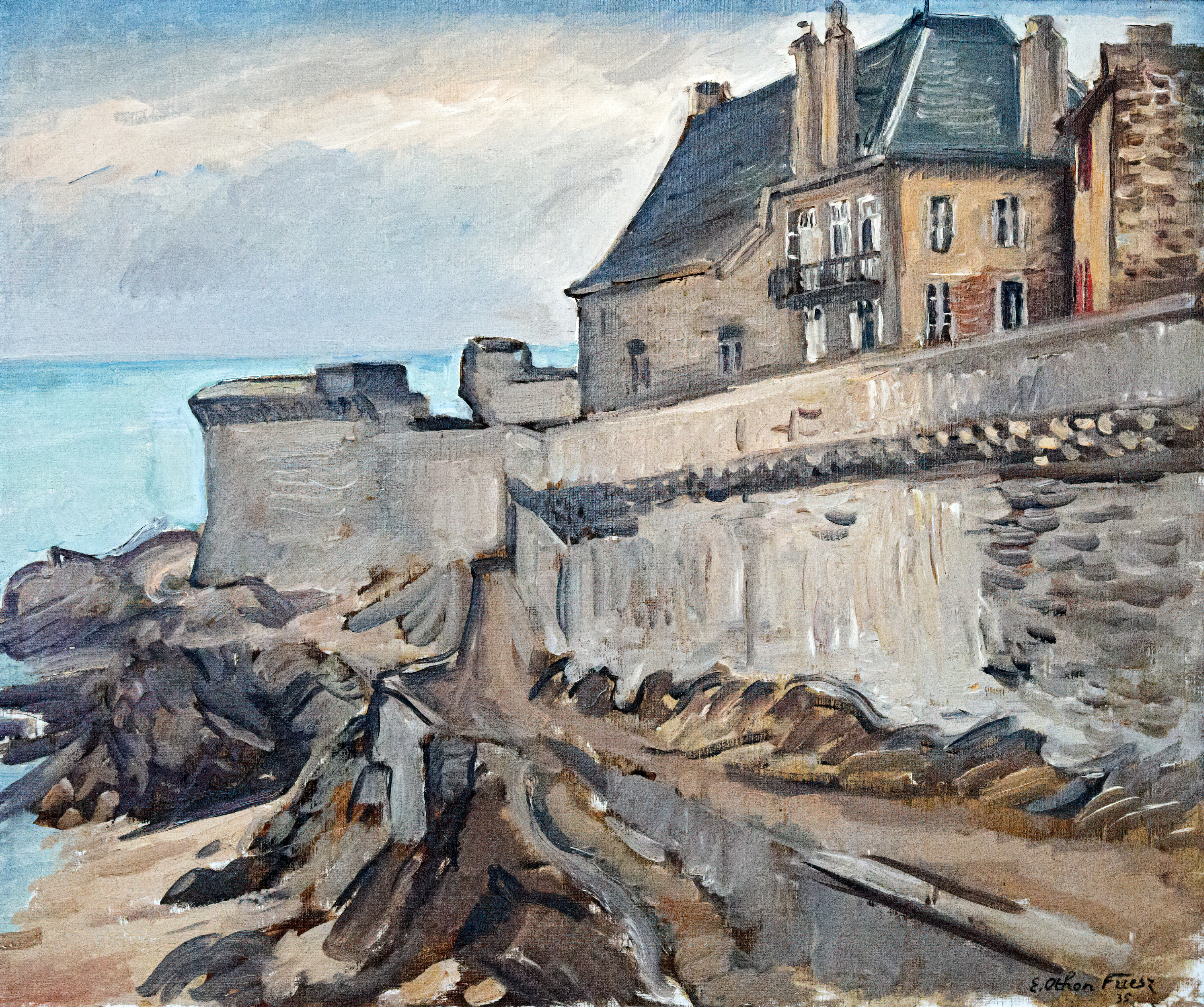
I bastioni di Saint-Malo (1935), Musée Toulouse-Lautrec, Albi

Figlio di un capitano di mare, si formò con Leon Bonnat, ma anche visitando frequentemente il Louvre di Parigi.
Inizialmente impressionista, subì poi l'influsso di Van Gogh e Gauguin. Nel 1905 espose per la prima volta alcune sue opere, al Salon d'Automne, dove erano di scena anche dipinti dei pittori fauves Matisse e Braque, che suscitarono subito in lui viva ammirazione. Un anno più tardi Othon Friesz era già a tutti gli effetti un artista fauve: si recò infatti con Braque in Belgio, dove entrambi lavorarono agli stessi soggetti. Freisz soggiornò poi nel Midi, eseguendovi alcune delle sue opere migliori. Di ritorno a Parigi, Freisz rimase fedele alla linea fauve, mentre Braque si apprestava a entrare nella fase cubista. Nel 1912 Freisz aprì un atelier in Normandia; sette anni dopo tornò a Parigi, che divenne da allora la sua sede stabile, anche se vi furono poi molti altri viaggi, che l'avrebbero portato diverse volte in Italia. Dipinse soprattutto paesaggi, scorci urbani e nature morte.